# Национальный симфонический оркестр (Перу)
Национальный симфонический оркестр (исп. Orquesta Sinfónica Nacional; OSN) — государственный симфонический оркестр, действующий в Перу и базирующийся в столице страны Лиме. Основан в 1938 году и находится в административном подчинении министерства культуры Перу.
Оркестр был учреждён 11 августа распоряжением президента страны Оскара Бенавидеса и состоял первоначально из 64 музыкантов. В его создании принял деятельное участие Федерико Хердес, с 1908 года руководившим полулюбительским оркестром Филармонического общества Лимы; организационную работу в значительной степени взял на себя инспектор по делам развлечений муниципалитета Лимы Эрнесто Араухо Альварес. Значительную поддержку оказал проекту крупный чиновник министерства экономики, управляющий государственным имуществом Оскар Чокано. Первый концерт был дан 11 декабря в Городском театре Лимы, после национального гимна прозвучали произведения Людвига ван Бетховена, Клода Дебюсси, Мануэля де Фальи, Мориса Равеля и Рихарда Вагнера. На концерте присутствовали дипломатические представители многих стран, поскольку в эти дни в Лиме проходила VIII Межамериканская конференция.
Первым руководителем оркестра стал австриец Тео Бухвальд; примерно половину оркестрантов составляли европейские музыканты, по большей части — евреи, бежавшие из Европы от наступления нацизма: среди них были, в частности, концертмейстер виолончелей Адольфо Однопозофф, скрипачи Бронислав Митман и Рудольф Хольцман, кларнетист Ханс Левитус, альтист Ханс Прагер, фаготист Альбин Бергер, а также итальянец-антифашист Адольфо Фарнези (контрабас). В 1940 году оркестр впервые покинул столицу страны, дав концерты в городах Трухильо и Чиклайо. В том же году как приглашённый дирижёр выступил Эрих Кляйбер, исполнив с оркестром все симфонии Бетховена.
В эпоху Бухвальда, продлившуюся до 1960 года, оркестр переживал наилучшие времена; за его пульт становились, среди прочих, Фриц Буш, Антал Дорати, Герман Шерхен, Игорь Маркевич, Аарон Копленд. В качестве солистов с оркестром выступали скрипачи Миша Эльман, Яша Хейфец, Иегуди Менухин, пианисты Артур Рубинштейн, Хосе Итурби, Пауль Бадура-Шкода, Клаудио Аррау, гитарист Андрес Сеговия, арфист Никанор Сабалета. 15 августа 1960 года оркестром дирижировал Игорь Стравинский, посетивший Лиму в рамках латиноамериканского турне, — прозвучали Ода для оркестра и музыка из балета «Жар-птица», на концерте присутствовал президент Мануэль Прадо-и-Угартече. Первым перуанцем во главе оркестра стал в 1963 году Армандо Санчес Малага.
В дальнейшем оркестр, финансируемый государством, испытывал различные экономические и организационные сложности. В 1965 году он был распущен в связи с гражданской войной в стране и в том же году набран заново. Под руководством Луиса Эрреры де ла Фуэнте началась так называемая «вторая эпоха» в истории оркестра, связанная в том числе и с обновлением репертуара: под управлением Эрреры впервые в Перу прозвучали кантата Сергея Прокофьева «Александр Невский», «Плач по жертвам Хиросимы» Кшиштофа Пендерецкого, «Атмосферы» Дьёрдя Лигети.

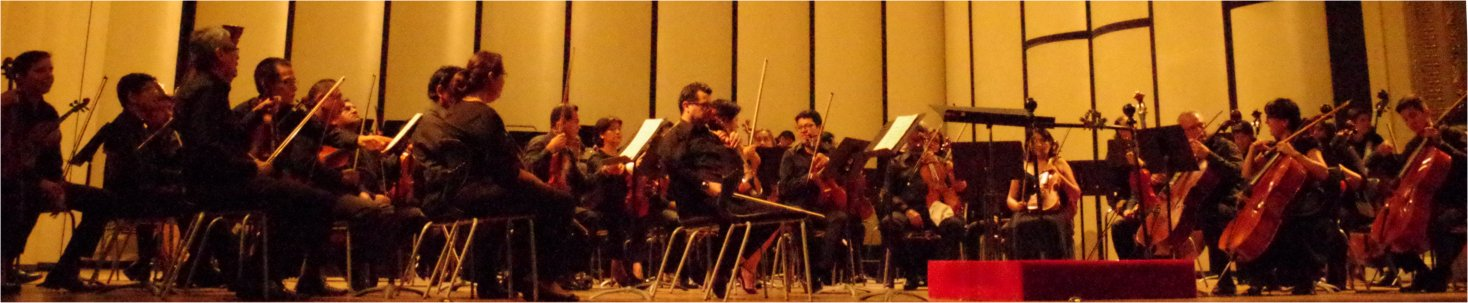
Национальный симфонический оркестр (2018)

## Руководители
- Тео Бухвальд (1938—1960)
- Ханс Гюнтер Моммер (1960—1963)
- Армандо Санчес Малага (1963—1965)
- Луис Эррера де ла Фуэнте (1965—1967)
- Хосе Белаунде Морейра (1968—1969)
- Даниил Тюлин (1969)
- Кармен Мораль и Леопольдо Ла Роса
- Хосе Карлос Сантос (1980—1983, 1990—2001)
- Гильермина Маджиоло (2006—2009)
- Маттео Пальяри (2009—2010)
- Фернандо Валькарсель (с 2011 г.)